# Drexel Burnham Lambert
Drexel Burnham Lambert è stata una banca d'investimento americana, operante a Wall Street, fallita nel febbraio 1990.

## Storia
Fu fondata nel 1935 da I. W. "Tubby" Burnham con $100.000 di capitale, $96.000 dei quali sono stati presi in prestito dal nonno e dal fondatore di una distilleria del Kentucky. In poco tempo in seguito si è trasformata in una delle banche di brokeraggio più affermate nel paese, sviluppando il proprio capitale a 1 milione di dollari.
La banca Burnham comunque si è ramificata anche nel settore delle banche di investimento. Tuttavia, essendo a quel tempo una banca non principale, in base alle regole non scritte che vigevano in quel periodo, necessitava di collegarsi con una banca " major" o una banca " special" per espandersi ulteriormente; nel 1967 la Burnham ha finalmente trovato un socio disposto alla fusione nella Firestone Drexel, una banca di Philadelphia con una storia antica risalente alla Drexel and Company fondata nel 1838 da Francis Martin Drexel.
La Drexel si era a sua volta separata nel 1940 dalla prestigiosa Drexel, Morgan & Co. (che dopo la morte di Anthony Joseph Drexel era divenuta J.P. Morgan & Co) per via della normativa che non consentiva più di mantenere banche che operassero contemporaneamente nel settore degli investimenti e nel settore commerciale. Essa si fuse in seguito con la Harriman, Ripley and Company nel 1965, divenendo la Drexel Harriman Ripley e poi negli anni 70 divenne Drexel Firestone, con l'ingresso della Firestone Tire and Rubber Company.
Nel 1973 un calo severo nel mercato azionario ha prodotto grossi problemi alla Drexel. L'amministrazione presto si è resa conto che un nome famoso non era sufficiente e pertanto fu pronta ad accettare un'offerta di fusione da Burnham. Anche se Burnham ha dominato la ditta sorta in seguito alla fusione, le Banche di Investimento più potenti hanno insistito a che il nome di Drexel venisse messo al primo posto.
Drexel Burnham e Company, con sede a principale a New York, nacque nel 1973 con 44 milioni di dollari di capitale. Nel 1976 si è fusa con William D. Witter, una piccola " boutique" che era il braccio americano del Gruppo Bruxelles Lambert di origine Belga. La Banca prese così il nome di Drexel Burnham Lambert e si trasformò in società incorporata dopo 41 anni di partnership limited. La banca così modificata fu guidata da un azionariato privato; Lambert ha tenuto il 26 per cento ed ha ricevuto sei posti nel consiglio d'amministrazione. La maggior parte del 74 per cento rimanente è stato posseduto dagli impiegati. Ben presto la banca si specializzò quindi nel sostegno alle imprese start up o nel collocare bond altamente rischiosi, non trascurando negli anni 80 il settore delle fusioni ed acquisizioni e delle scalate ostili. Nel 1986 ebbe i più alti profitti, e Milken fu pagato 550 milioni di dollari per quell'anno.
Nel febbraio del 1990, dopo varie vicende in parte legate al crollo dei junk bond ed in parte alle indagini della SEC che la costrinsero a pagare elevate multe, dichiarò il fallimento, anche per via della impossibilità di attingere a riserve di liquidità dall'esterno. Prima del fallimento Tubby Burnham ha scorporato il braccio che gestiva i fondi creando il gruppo finanziario Burnham, che attualmente opera come compagnia d'investimento in settori diversificati.